# Niemandsberg
Der Niemandsberg ist ein Hügel und ein Wohngebiet im Osten des Ortsteils Wilferdingen der Gemeinde Remchingen im Enzkreis in Baden-Württemberg. Das in den 2000er Jahren baulich erschlossene Gebiet ist insbesondere durch archäologische Funde aus der Römischen Kaiserzeit und seine familienfreundliche Bebauung bekannt.

## Geographie
Der Niemandsberg liegt auf einer Anhöhe zwischen dem historischen Ortskern von Wilferdingen, Darmsbach und angrenzenden Feldern und Wiesen. Die Höhenlage liegt zwischen 180 und 250 Metern über Meeresspiegel. Das Gebiet wird von der gleichnamigen Straße „Niemandsberg“ erschlossen, wobei der überwiegende Teil als verkehrsberuhigte Zone ausgewiesen ist.

## Geschichte

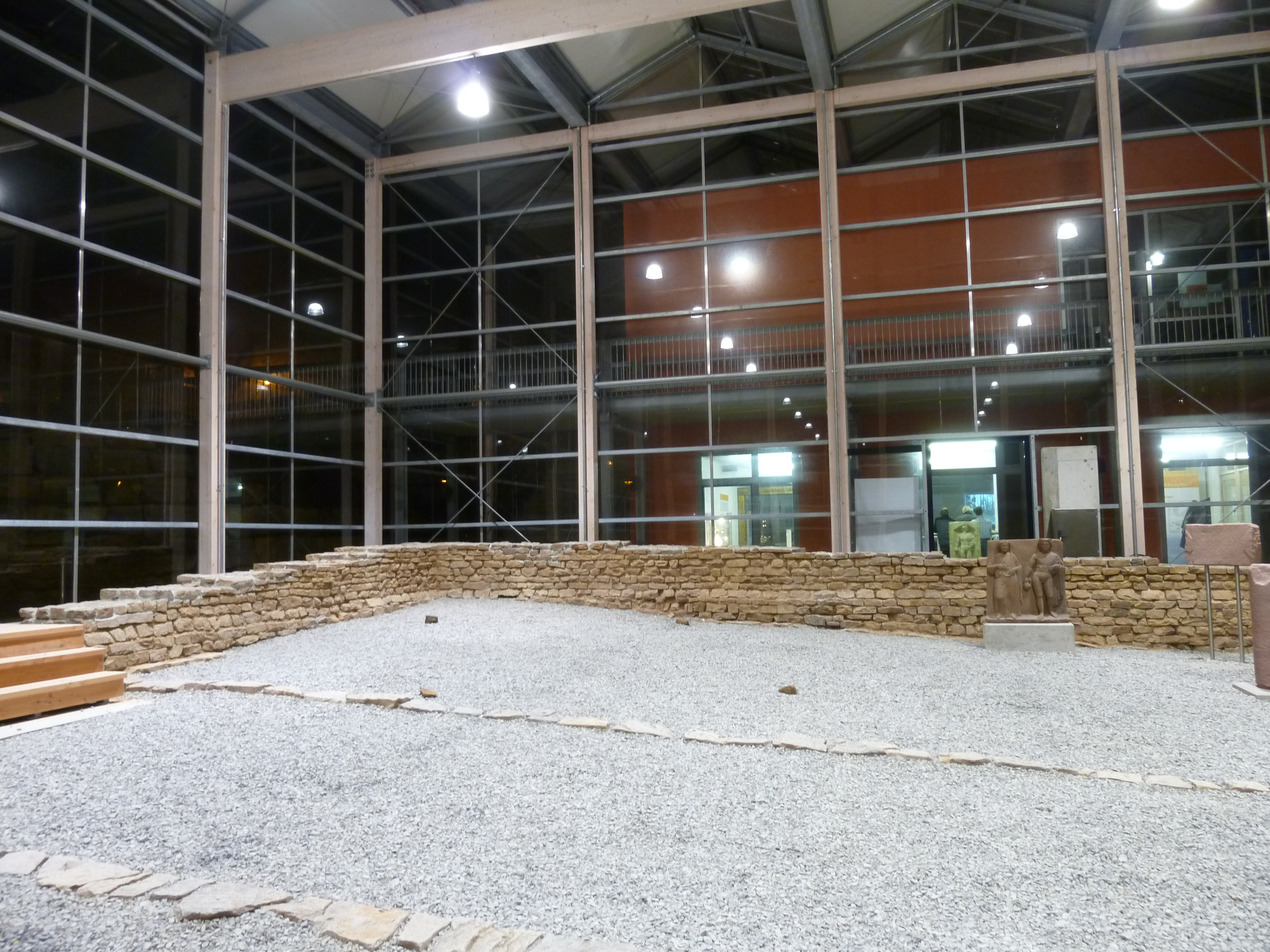
Das Römermuseum Remchingen auf dem Niemandsberg

Auf dem Niemandsberg befand sich eine römische Siedlung des 1. bis 3. Jahrhunderts nach Christus, deren Zentrum eine Villa rustica bildete. Der Gutshof umfasste ein Hauptgebäude mit Hypokaustenheizung, Wirtschaftsgebäude und vermutlich eine Badeanlage, was auf gehobenen Wohnkomfort schließen lässt. Die Funde von Sigillata-Keramik, Münzen der julisch-claudischen bis severischen Zeit sowie Werkzeuge bezeugen kontinuierliche Besiedlung. Die Anlage war vermutlich Teil des römischen Siedlungsnetzwerkes entlang der Verbindungsstraße zwischen Portus (Pforzheim) und Grinario (Köngen). Wie viele römische Siedlungen in der Region wurde die Villa um 260 n. Chr. während der Reichskrise des 3. Jahrhunderts aufgegeben. Die archäologischen Funde sind heute im Römermuseum Remchingen ausgestellt.
Die archäologischen Funde führten 2009 zur Gründung des Römermuseum Remchingen, das vom Heimatverein Remchingen betrieben wird. Das Museum auf dem Niemandsberg zeigt:
- Mauerreste des römischen Gutshofs
- Werkzeuge, Keramiken und Münzeen
- Rekonstruktionen römischer Alltagsgegenstände
- Diorama zur historischen Nutzung des Geländes[7]

Vor der Erschließung als Neubaugebiet wurde das Gelände landwirtschaftlich genutzt. Bei Bauarbeiten Anfang der 2000er Jahre wurden bedeutende archäologische Funde gemacht, die zur Entdeckung einer römischen Villa rustica führten.

## Bebauung und Infrastruktur
Die Bebauung des Niemandsbergs erfolgte ab 2002 mit:
- Einfamilienhäuser
- Doppelhaushälften
- Reihenhäusern

Die Architektur ist zeitgemäß mit energieeffizienten Standards. Das Konzept umfasst:
- Kinderspielplätze
- Grünanlagen mit Sitzgelegenheiten
- Kindertagesstätte
- Verkehrsberuhigte Wohnstraßen
- Fahrradabstellanlagen

Die verkehrliche Anbindung erfolgt durch eine Buslinie des VPE zum 1,5 km entfernten Bahnhof Wilferdingen-Singen und zum Pforzheier Hauptbahnhof. Die Haltestelle lautet Remchingen-Römermuseum.

## Kultur und Sehenswürdigkeiten
Auf dem Niemandsberg gibt es folgende Sehenswürdigkeiten:
- Römermuseum Remchingen
- Park: Keller der Villa Rustica